# 1956 na arte

## Nascimentos
| Data | Nome                       | Profissão                   | Nacionalidade | Observações | Ref |
| ---- | -------------------------- | --------------------------- | ------------- | ----------- | --- |
| ??   | Maria Manuela Castro de Sá | pintora                     | Portugal      |             |     |
| ??   | Alain-Marcel Linse         | pintor, escultor e gravador | França        |             |     |

## Mortes
| Data           | Nome                  | Profissão                                                                  | Nacionalidade                            | Observações | Ref |
| -------------- | --------------------- | -------------------------------------------------------------------------- | ---------------------------------------- | ----------- | --- |
| 15 de Abril    | Emil Nolde            | pintor                                                                     | Alemanha                                 | n. 1867     |     |
| 18 de Abril    | Acácio Lino           | pintor                                                                     | Portugal                                 | n. 1878     |     |
| 7 de maio      | Josef Hoffmann        | arquitecto                                                                 | Império Austro-Húngaro (República Checa) | n. 1870     |     |
| 8 de Junho     | Marie Laurencin       | pintora e gravurista                                                       | França                                   | n. 1883     |     |
| 11 de Agosto   | Jackson Pollock       | pintor                                                                     | Estados Unidos                           | n. 1912     |     |
| 29 de Novembro | Tomás Santa Rosa      | cenógrafo, artista gráfico, ilustrador, pintor, gravador e crítico de arte | Brasil                                   | n. 1909     |     |
| 23 de Dezembro | Falcão Trigoso        | pintor                                                                     | Portugal                                 | n. 1879     |     |
| ??             | Nicola De Corsi       | pintor                                                                     | Itália                                   | n. 1882     |     |
| ??             | Fausto Sampaio        | pintor                                                                     | Portugal                                 | n. 1893     |     |
| ??             | Theodor Pallady       | pintor                                                                     | Roménia                                  | n. 1871     |     |
| ??             | Virgílio Della Monica | pintor, desenhista e médico                                                | Brasil                                   | n. 1889     |     |
| ??             | Levino Fânzeres       | pintor, gravador, desenhista, conferencista e professor                    | Brasil                                   | n. 1884     |     |